# Osmia sandhouseae
Osmia sandhouseae är en biart som beskrevs av Mitchell 1927. Osmia sandhouseae ingår i släktet murarbin, och familjen buksamlarbin. Inga underarter finns listade i Catalogue of Life.